# Елена
Еле́на — женское русское личное имя греческого происхождения; восходит к др.-греч. Ἑλένη — имени Елены Прекрасной, героини цикла древнегреческих мифов и сказаний. Этимология имени неясна. Высказывались предположения, что имя Ἑλένη соотносится с понятиями «солнечный луч» или «солнечный свет» (ср. с Ἥλιος — Гелиос, бог Солнца в древнегреческой мифологии). Другая версия, увязывающая имя Ἑλένη со словом Ἕλληνες (эллины, самоназвание греков), отмечается как сомнительная. Наконец, имя также связывалось с апеллятивом ἑλένη (ἑλάνη) — «тростниковый факел», но и эта версия не имеет достаточных подтверждений.
Народные формы имени — Олена, Олёна, Алёна, Еления, Илена, Ялена; распространённая краткая форма — Лена. Также в русском языке известны варианты имени, заимствованные из западнославянских языков — Гелена (Хелена) — и других европейских — Элен, Элина, Илона.  Народная форма имени Алёна используется как самостоятельное личное имя, так может использоваться и краткая форма Лена.
Имя Елена долгое время занимало лидирующие позиции по популярности среди женских русских личных имён.

## История имени

### В древнегреческой мифологии
В древнегреческой мифологии Елена Спартанская, или Троянская — прекраснейшая из женщин, чьей красоте завидовали даже богини; согласно одной из версий мифа, она была дочерью Зевса и Леды. Царь Афин Тесей похитил Елену, но братья Диоскуры (Кастор и Полидевк) освободили свою сестру. К Елене сватались видные греческие воины, герои и цари. Отчим Елены предоставил приёмной дочери возможность самой выбрать мужа, а многочисленные женихи поклялись, по совету Одиссея, также сватавшегося к Елене, уважать её выбор и защищать её. Елена стала супругой царя Спарты Менелая. Однако во время спора богинь Афродиты, Геры и Афины за яблоко Эриды (с провокационной надписью «прекраснейшей») Афродита пообещала Елену Прекрасную троянскому царевичу Парису, который должен был присудить «яблоко раздора» одной из богинь. Парис отдал яблоко Афродите и вскоре, наделённый чарами обольщения, повторно похитил Елену. Дерзкий поступок Париса послужил поводом к Троянской войне; верные своей клятве, в ней участвовали все греческие цари и герои. По окончании войны Елена вернулась в Спарту, где ей воздавались божественные почести.
Притягательная сила образа Елены Прекрасной отмечалась ещё философами Горгием и Исократом (V—IV века до н. э.); она являлась действующим лицом многих античных драматических произведений (например, у Еврипида, Софокла, Сенеки). В эпоху Ренессанса к мифическим сюжетам, связанным с ней, обращались художники Тинторетто и Приматиччо; позднее — Гвидо Рени, Тьеполо, Тишбейн Старший, Жак-Луи Давид, Ханс фон Маре. Елена Прекрасная вдохновляла поэтов И. В. Гёте и О. Уайльда, композиторов К. В. Глюка, Ж. Оффенбаха, К. Сен-Санса и Р. Штрауса.

### В эпоху становления христианства
В христианской традиции именования имя Елена связано, прежде всего, со святой равноапостольной Еленой Константинопольской (ок. 250—330 гг.), матерью римского императора Константина Великого, также прославленного церковью в лике равноапостольных. Флавия Юлия Елена была незнатного происхождения; в начале 270-х годов она стала супругой (либо конкубиной) будущего императора Констанция Хлора и родила от него сына. Константин, став императором в 306 году, привлёк свою мать ко двору, где она пользовалась особым почётом и большим авторитетом. Елена обратилась в христианство под влиянием сына, сделавшего новую религию государственной в Римской империи. Будучи уже в преклонном возрасте, Елена совершила паломничество в Палестину (вероятно, в 327—328 году) к местам, связанным с жизнью и деятельностью Иисуса Христа, и предприняла разыскание христианских реликвий. С её именем традиционно связываются обретение Креста Господня, Гроба Господня и некоторых других артефактов. Елена, согласно преданиям, основала большое число церквей; помимо этого, она много времени уделяла благотворительности, выкупала должников и освобождала заключённых, занималась строительством больниц.
Культ и почитание царицы Елены получил широкое распространение в Византии со времени правления императора Константина VI и его матери императрицы Ирины (рубеж VIII—IX веков). Высокий семантический статус имени, существовавший в то время, отмечается и в том факте, что правительница Киевской Руси княгиня Ольга, бабка крестителя Руси князя Владимира, приняла православие под именем Елена (в 955 году); в древнерусских летописях проводились параллели между царицей Еленой и княгиней Ольгой.

### Имя на Руси
Имя Елена со времён крещения Руси (988) встречалось как в своей исходной, календарной форме, так и в народных вариантах — Олена, Олёна, Алёна и других. Как и многие другие заимствованные имена, оно подвергалось видоизменениям в процессе адаптации к особенностям древнерусского языка. Замена начального гласного звука — одно из ранних и наиболее характерных для личных имён фонетических преобразований (ср. календарные и народные формы имён Ирина и Арина, Орина; Евдокия и Авдотья, Овдотья). Появление во втором слоге имени гласного [о] после мягкого [л'] (в вариантах имени Алёна—Олёна) относится к более позднему времени: звук [э] переходил в [о] в ударных позициях после мягких согласных и перед твёрдыми согласными. Первые свидетельства этого масштабного процесса, получившего среди лингвистов название «перехода е в о», отмечались в памятниках древнерусской письменности с XII века.
Имя было в употреблении среди древнерусской знати, в том числе и у Рюриковичей. Под именем Елена известна в истории супруга Великого князя Киевского Ярополка Владимировича (XII век); Еленой (Оленой) звали первую жену Ивана Калиты, князя Московского и Великого князя Владимирского (XIV век). Одна из дочерей Ивана III и Софии Палеолог также носила это имя; выйдя замуж за Александра Ягеллона (кон. XV века), Елена Ивановна стала Великой княгиней Литовской и королевой Польши. А Елена Глинская, жена Василия III, после смерти супруга (1533) ввиду малолетства своего сына, Ивана IV, на несколько лет стала полновластной правительницей Великого княжества Московского.
Имена святых, прочно укоренившиеся в русской культуре, обретали дополнительные фольклорные эпитеты-прозвания; с ними связывались народные приметы, нередко принимавшие форму пословиц и поговорок. Этой участи не избежало имя Елены Равноапостольной, чью память православная церковь отмечает 21 мая (по юлианскому календарю; 3 июня по григорианскому). На Руси в это время традиционно проводились работы по посеву льна, одной из важнейших сельскохозяйственных культур. Св. Елену из-за созвучия называли Олёной-лёносейкой; с ней связывались приметы «Сей лён на Олёну», «Длинные льны — Еленины косы», «На Олёну-лёносейку сей лён, гречиху» и другие.
Однако имя в русском фольклоре встречается не только в приметах и поговорках: оно стало именем персонажа одной из популярных сказок — «Сестрица Алёнушка и братец Иванушка». Известны также сказки «Ивашко и ведьма», «Разбойники», «Чудесная дудка», в которых также фигурируют персонажи с именем Алёна. В различных сюжетах Алёны предстают то в образе сестры-спасительницы, то бесстрашной победительницей разбойников, то в «злодейском обличье» (ведьмина дочь, убийца брата). В то же время в фольклоре задействовалась не только народная форма имени — Алёна, но и календарная — Елена, о чём свидетельствуют русские народные сказки о Елене Премудрой и Елене Прекрасной.

## Распространённость имени
В. А. Никонов, изучая русские женские имена в XVIII веке, подчёркивал, что одни и те же имена использовались в крестьянской среде и были неупотребительными в дворянской, равно как и наоборот: имена, бывшие в почёте у дворянок, почти не встречались у крестьянок («в сословном обществе сословны и имена»). Однако в отношении имени Елена (которое фиксировалось в ревизских сказках также в народных формах Алёна, Олёна) сословной поляризации не наблюдалось: оно было примерно равно употребимым и у представительниц дворянского сословия, и у купечества и крестьянства. Так, у дворянок второй половины XVIII века частотность имени составила 23 ‰ (то есть выявлялось 23 носительницы имени в пересчёте на тысячу учтённых); у московских и коломенских купчих — 21 ‰ и 17 ‰; у крестьянок удельных сёл Подмосковья — 16 ‰, у крестьянок Можайского, Козельского и Краснослободского уездов — 20 ‰, 13 ‰ и 17 ‰ соответственно.
Л. М. Щетинин отмечал имя Елена в числе наиболее востребованных в XIX веке русских женских имён и проследил динамику частотности на протяжении нескольких столетий. Согласно его подсчётам, затронувшим южные области России, частотность имени характеризовалась стабильными показателями. Если в XVIII веке частотность имени составляла 24 ‰, то в XIX веке — 30 ‰, а в первые десятиления XX века (до 1917 года) — 32 ‰. Сходные значения на начало XX века выявили подсчёты А. Я. Шайкевича по Москве: в период 1900—1909 годов имя Елена значилось на 9-м месте среди десяти наиболее популярных имён у новорождённых москвичек; его частотность при этом составляла 31 ‰.
В первые десятилетия после Октябрьской революции частотность имени показывала угасающую динамику. В Москве, по данным А. Я. Шайкевича, в период 1924—1932 годов имя Елена с показателем в 25 ‰ делило вместе с именем Зоя 10-е место в списке самых популярных имён. По сведениям, собранным А. В. Суперанской и А. В. Сусловой по именам новорождённых в Ленинграде за несколько десятилетий, частотность имени имела медленно угасающую динамику вплоть до 1960-х годов. В 1920—1930-е годы она составляла 23 ‰, а у родившихся в 1940—1950-е годы — только 14 ‰.
Имя пережило бум популярности в 1950—1970-е годы. В Москве в 1950-е имя заняло 1-е место среди наиболее востребованных женских имён с частотностью, равной 131 ‰; в период 1978—1981 годов имя также было на 1-м месте, хотя показатели несколько снизились (до 93 ‰). В Ленинграде в 1960—1970-е годы значения частотности достигали 150 ‰ — это максимально высокий показатель в городе среди женских имён за два отмеченных десятилетия.
Статистические сведения В. А. Никонова по именам новорождённых в 1961 году, собранные в нескольких регионах центральной России, также зафиксировали массовое увлечение именем Елена. Данные свидетельствуют, что имя в 1961 году было преимущественно «городским», причём в большинстве городов, охваченных подсчётами, оно занимало наивысшую позицию по популярности. В них частотность имени колебалась от 87 ‰ (в Пензе) и 97 ‰ (в Ульяновске) до 164 ‰ (в Калуге) и 166 ‰ (во Владимире); в Костроме, Курске и Тамбове частотность составляла 123 ‰, 131 ‰ и 134 ‰ соответственно. На селе значения были скромнее: в сельских районах только четырёх (из девяти) областей они превысили порог в 50 ‰: в Ярославской (129 ‰), Костромской (82 ‰), Владимирской (77 ‰) и Курской (57 ‰). В сельских районах Ульяновской области частотность составляла 48 ‰, в Куйбышевской (Самарской) области — 47 ‰, в Калужской и Пензенской — 43 ‰, в Тамбовской — 41 ‰.
В последующее время наблюдался спад интереса к имени, хотя оно по-прежнему было востребованным. Так, в Ленинграде в 1980-е годы показатели его частотности достигали 43 ‰.

## Формы имени

### Алёна
В современной юридической практике имена Алёна и Елена считаются разными именами.
Как уже отмечалось ранее, имя Алёна в течение многих веков являлось народным, разговорным вариантом имени Елена; оно не обладало самостоятельным статусом. Однако в последние десятилетия XX века изменения в русском именослове характеризовались дивергенцией различных форм имён, и этот процесс в полной мере затронул формы Елена и Алёна. Несмотря на то, что ещё в 1980-е годы работники загсов, ссылаясь на существовавшую тогда языковую норму, нередко отказывались регистрировать наречение девочек именем Алёна, оно утвердилось как автономный антропоним. В статистических подсчётах имён по Ленинграду за несколько десятилетий А. В. Суперанская и А. В. Суслова впервые фиксировали имя Алёна в период 1960—1970-х годов с частотностью 0,5 ‰; но уже в 1980-е годы его частотность достигала 13 ‰.
В качестве предположительной причины, приведшей имя Алёна к обособлению, отдалению от исходной формы, называется некоторая усталость от имени Елена, на протяжении нескольких десятилетий лидировавшего среди русских женских имён. В то же время в обществе присутствует тенденция не полностью от него отказаться, но заменить его на вариант Алёна, который воспринимается новым и более «свежим».
В настоящее время имя Алёна называется среди наиболее популярных имён у новорождённых девочек (например, в Перми); в Петрозаводске в 2011 году частотность имени составила 12 ‰ (против 3 ‰ у имени Елена); в Хабаровском крае в 2008—2010 годах имя входило в тридцатку самых популярных имён (2008 — на 20-м месте, 2009 — на 25-м, в 2010 — на 24-м).

### Лена
Наиболее распространённая краткая форма имени Елена — Лена. В советский период, когда происходил активный поиск новых имён, фиксировалось имя Лена в качестве полного, официального имени. Но не всегда оно было формой имени Елена; его этимология могла быть также связана с: 1) псевдонимом основателя советского государства В. И. Лениным; 2) заимствованным именем Ленард, как женское парное и краткое имя к нему; 3) названием реки Лены, одной из крупнейших рек Сибири.
Как краткая форма имени Лена может соотноситься также с женскими именами Александра, Вилена, Владилена, Леонида, Леонтина, Марлена, Ольга, Элеонора и другими.

## Именины
Православные именины (даты даны по григорианскому календарю):
- 15 января, 26 января, 6 марта, 21 мая, 26 мая, 28 мая, 11 июля, 28 июля, 4 сентября, 30 октября.

Католические именины:
- 23 апреля, 22 мая, 20 июня, 31 июля, 13 августа, 18 августа, 23 сентября, 4 ноября, 9 ноября, 23 декабря.